# Matorral de Albany
El matorral de Albany es una ecorregión de la ecozona afrotropical, definida por WWF, situada en el extremo sur de Sudáfrica.

## Descripción
Es una ecorregión de bosque mediterráneo que ocupa 17.100 kilómetros cuadrados en el este de la Región Florística de El Cabo, en la Provincia Oriental del Cabo de Sudáfrica, a lo largo de los valles de los ríos Fish, Sundays y Gamtoos y los valles intermontanos de las cordilleras interiores adyacentes.
Limita al norte y al oeste con el Karoo nama, al norte también con la pradera montana de los Drakensberg, al este con el matorral de Maputalandia-Pondolandia y la selva mosaico costera de KwaZulu y El Cabo y al oeste y al sur con las ecorregiones de fynbos.

## Flora
Es muy variada, intercambiando entre matorrales, estepas, lentisco etc.

## Estado de conservación
En peligro crítico.